# تزافرانا اتنئا
تزافرانا اتنئا (به ایتالیایی: Zafferana Etnea) یک کومونه در ایتالیا است که در استان کاتانیا واقع شده‌است. تزافرانا اتنئا ۷۶٫۱ کیلومتر مربع مساحت و ۹٬۵۳۷ نفر جمعیت دارد و ۵۷۴ متر بالاتر از سطح دریا واقع شده‌است.